# Афанасий Сяндемский
Афанасий Сяндемский — игумен и преподобный вологодского монастыря. Основатель Сяндемской Успенской пустыни.

## Биография
Преподобный Афанасий начал свою деятельность в храме на Валааме, а затем в Свирском монастыре. Был учеником Александра Свирского. Познакомились они на Валааме в 1480-е годы. После смерти своего учителя святой ушёл для пустынножительства в дремучие леса Карелии в Обонежской пятине Олонецкого района, где на озере Сяндеме основал обитель, построил часовню. Позже ему пришлось вернуться в Свирский монастырь из-за возмущения местных жителей. Но в итоге в 1577 году окончательно остановился на Сяндеме. Здесь он построил монастырь по дозволению новгородского архиепископа. Афанасий Сяндемский умер в глубокой старости. У его могилы на Рощинском озере построили церковь во имя святителей Кирилла и Афанасия Александрийских. Из-за пожара церковь была разрушена в 1720 году. При постройке новой церкви в 1865 году были обретены нетленные мощи преподобного Афанасия. Канонизация преподобного подтверждена включением его имени в Соборы Карельских и Валаамских святых, празднования которым были установлены соответственно в 1974 и 1999 годах.
О жизни преподобного известно из сказаний, собранных Е. В. Барсовым и игуменом Дамаскином в монастырских архивах Олонецкого края.

## Даты памяти
- 15 мая — обретение мощей Афанасия Сандемского
- 3 июня — Собор Карельских святых
- 14 июля — Соборы Санкт-Петербургских и Вологодских святых